# Tijuana (község)
Tijuana község Mexikó Alsó-Kalifornia államának északnyugati részén. 2010-ben lakossága kb. 1 560 000 fő volt (ezzel az egész ország 2. legnépesebb községe), ebből mintegy 1 301 000-en laktak a községközpontban, Tijuanában, a többi 259 000 lakos a község területén található 535 kisebb településen élt.

## Fekvése
Az ország északnyugati csücskében, az Amerikai Egyesült Államok határán és a Csendes-óceán partján elterülő Tijuana község területe hegyvidék. Legmagasabb csúcsai az 1200 métert is meghaladják, a terület déli részében emelkednek. A nagyváros, Tijuana a község északnyugati részén terül el, itt magas csúcsok nem jellemzőek, a város legnagyobb hegye a Cerro Colorado. A száraz éghajlat miatt csak időszakos vízfolyások találhatók a területen, közülük legjelentősebb a városon egy széles kiépített csatornán keresztülfolyó Las Palmas, valamint az Arroyo Seco, a Cuero de Venado, az El Bajío és a Las Calabazas. Legnagyobb vízfelülete az Abelardo Luján Rodríguez-víztározó, mely a nagyváros déli szélén fekszik. A községnek több mint 20%-át maga Tijuana város foglalja el (és ez az arány gyorsan növekszik), mezőgazdaságra 10%-nál kevesebbet tudnak hasznosítani. A legnagyobb részt sivatagos, bozótos területek teszik ki.
A községhez tartoznak a Csendes-óceánban a parttól 13,5 km-re elhelyezkedő Coronado-szigetek is.

## Élővilág
A község nagyvárosi területein az élővilág szegényes, de azon kívül sem nagy a fajgazdagság a forró, száraz éghajlatnak köszönhetően. Növényzetére főként a szárazságtűrő bozótok jellemzők, de előfordulnak kicsit magasabb fák, például füzek, nyárak, romerillók, chamizók és bodzák is. Állatvilágából kiemelendőek: a kaliforniai szamárnyúl, az Audubon-vattafarkúnyúl, a prérifarkas, a menyét, a bűzösborzfélék, a sujtásos fütyülőlúd, a nyílfarkú réce, különféle fürjek, galambok, sirályok és pelikánok.

## Népesség
A község lakóinak száma a közelmúltban rendkívül gyorsan növekedett, a változásokat szemlélteti az alábbi táblázat:
| Év   | Lakosság  |
| ---- | --------- |
| 1990 | 747 381   |
| 1995 | 991 592   |
| 2000 | 1 210 820 |
| 2005 | 1 410 687 |
| 2010 | 1 559 683 |

## Települései
A községben 2010-ben 536 lakott helyet tartottak nyilván, de nagy részük igen kicsi: 300 településen 10-nél is kevesebben éltek. A jelentősebb helységek:
| Település                   | Lakosság (2010) |
| --------------------------- | --------------- |
| Tijuana (községközpont)     | 1 300 983       |
| El Refugio                  | 36 400          |
| Pórticos de San Antonio     | 34 234          |
| La Joya                     | 26 860          |
| Terrazas del Valle          | 20 421          |
| Villa del Prado 2da Sección | 18 226          |
| Las Delicias                | 15 486          |
| Villa del Campo             | 13 906          |
| Villa del Prado             | 12303           |
| El Niño                     | 8999            |
| San Luis                    | 8571            |
| Maclovio Rojas              | 7279            |
| Quinta del Cedro            | 5704            |
| Parajes del Valle           | 3595            |
| Lomas del Valle             | 3352            |
| Los Valles                  | 3135            |
| Ejido Javier Rojo Gómez     | 2408            |
| Hacienda los Venados        | 2096            |
| Buenos Aires                | 1761            |
| Cuesta Blanca               | 1591            |
| Ejido Ojo de Agua           | 1241            |
| San Antonio                 | 1241            |
| La Esperanza                | 1173            |
| Colinas del Sol             | 1145            |
| Lomas de Tlatelolco         | 1086            |